# Кейн, Питер
О фигуристе см. Кейн, Питер (фигурист).
Питер Кейн (англ. Peter Kane; 28 февраля 1918, Хейвуд, Ланкашир (сейчас Большой Манчестер, Англия, Великобритания — 23 июля 1991, Ливерпуль, Англия, Великобритания) — британский английский боксёр-профессионал, выступающий в наилегчайшей (Flyweight) весовой категории. Является чемпионом мира по версии ВБА (WBA).
Вырос в Голборне.
Наилучшая позиция в мировом рейтинге: ??-й.

## Результаты боёв
| Бой | Дата | Соперник | Судьи | Место боя | Раундов | Результат | Дополнительно |
| --- | ---- | -------- | ----- | --------- | ------- | --------- | ------------- |
|     |      |          |       |           |         |           |               |
| Бой | Дата | Соперник | Судьи | Место боя | Раундов | Результат | Дополнительно |